# Провинстаун (Массачусетс)
Провинстаун (англ. Provincetown) — город в округе Барнстабл, штат Массачусетс, США. Расположен на окончании мыса Кейп-Код с западной стороны косы, является северной точкой одноимённого национального побережья. Известен как гавань и богемный туристический центр.

## История
Предположительно, залив Провинстауна был первой точкой Новой Англии, где высадились британские колонисты. В 1602 году Бартоломью Госнолд стал первым европейцем, увидевшим Кейп-Код и залив Провинстаун. В 1620 году переселенцы высадились в заливе, но позже переместились на запад и основали колонию Плимут. Тем не менее, залив Провинстауна оставался известен, в основном за удобство рыбной ловли. В 1692 году Провинциальные земли (англ. Province Lands) были упомянуты в договоре о слиянии Плимутской колонии и Колонии Массачусетского залива. В 1714 году было образовано первое муниципальное правительство Провинстауна, а в 1727 году город получил официальный статус.
Население города оставалось незначительным до Войны за независимость США, а затем Провинстаун стал быстро расти как рыболовецкий и китобойный центр. В XIX здесь поселилось большое количество португальских моряков, и к концу века город также приобрёл туристическое значение. Ураган Portland Gale в 1898 году крайне неблагоприятно отразился на рыболовной индустрии Провинстауна, однако пустые здания были заняты художниками, и город стал художественным и литературным центром. С 1990-х годов существенно растут цены на жильё, придавая Провинстауну всё более элитный характер.

## Население
Согласно переписи населения 2000 года, в городе проживали 3431 человека, из них 87,55 % белых и 7,52 % афроамериканцев. Большинство жителей были португальского (22,6 %), ирландского (13,9 %), английского (10,4 %) и итальянского (8,7 %) происхождения. Средний доход на душу населения составлял 26 109 долларов США в год. 16,3 % населения находились ниже уровня бедности.
Провинстаун привлекает огромное количество туристов. Так, его временное население в летний сезон оценивается в 60 тысяч человек.

## Интересные факты
В Провинстауне происходит действие романа «Крутые парни не танцуют» американского писателя Нормана Мейлера и первой части десятого сезона сериала «Американская история ужасов».
В 1916 году в Провинстауне состоялась первая постановка пьесы Юджина О’Нила «Курс на восток, в Кардифф».